# عباس البیاتی
عباس البیاتی از شیعیان ترکمن عراق؛ سیاست‌مدار، از اعضای حرب سیاسی ائتلاف دولت قانون و عضو کمیته امنیت و دفاع پارلمان نمایندگان عراق رهبر اتحادیه اسلامی ترکمن‌های عراق و از اعضای "کمیته تنظیم و پیگیری" در سال ۲۰۰۲ می‌باشد.
همچنین عباس البیاتی عضو کمیته پیش‌نویس قانون اساسی عراق و کمیته اصلاحات قانون اساسی این کشور می‌باشد.